# 로스앤젤레스 전투

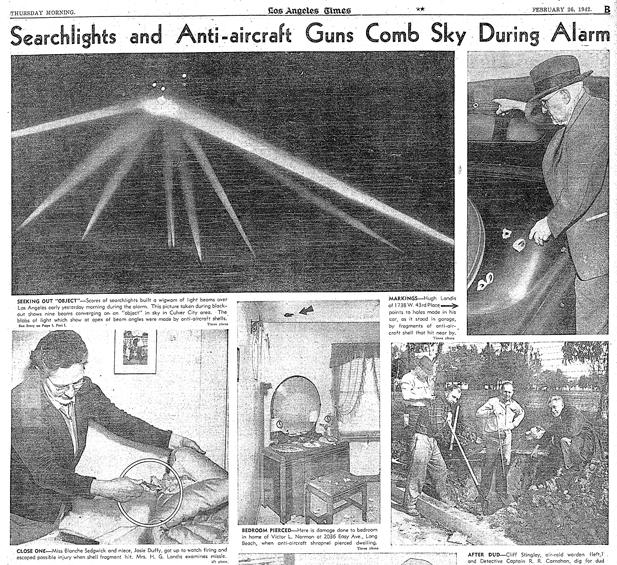

로스앤젤레스 전투(Battle of Los Angeles)는 제 2차 세계 대전 중인 1942년 2월 25일에 미국 캘리포니아주의 로스앤젤레스에서 일어난 사건이다. 일본 제국 해군의 함재기가 로스앤젤레스에 공습을 하였고 미국 육군 대공포를 중심으로 한 요격전을 전개하여, 그 모습은 라디오에 중계되고 미국 서해안을 공황 상태에 빠뜨렸다. 그러나 실제로 일본 해군이 실제로 공습을 한 기록은 없고, 소동의 진상은 지금까지 어둠 속에 있다. 일본 전투기가 아니라 UFO가 포착되어 일본 전투기로 오인하여 전투를 시행했다는 등 전쟁 신경증으로 일어난 사건, 끈 떨어진 기상 관측 풍선 등 여러 가지 설이 많다.